# Šiluki
Šiluki (Shilluk, Collo), nilotski narod iz skupine Luo naseljen u Južnom Sudanu u saveznoj državi Gornji Nil. 175,000 pripadnika (1982 SIL). Njihov istoimeni jezik (ISO 639-3: shk ili dhocolo) pripada sjevernoj podskupini luo jezika.
Šiluki su sjedilački, agrikulturan, i što je najvažnije pastirski narod koji živi od uzgoja goveda, ovaca i koza. Žive po malenim zaseocima, a starješinu bira vijeće zaseoka. U prošlosti su imali državu kojom je vladao božanski kralj - reth. Tradicionalno, društvo je podijeljeno na običan puk, kraljevske vazale i robove.

## Vanjske poveznice
- Shilluk
- Shilluk